# آلبرتو جاکومتی
آلبرتو جاکومتی (به ایتالیایی: Alberto Giacometti) ‏ (۱۰ اکتبر ۱۹۰۱ – ۱۱ ژانویه ۱۹۶۶) مجسمه‌ساز و نقاش سوئیسی بود.
او در منطقه ایتالیایی‌زبان سوئیس به دنیا آمد. خانواده‌اش اهل هنر بودند و پدرش جوانی جاکومتی نقاش بود. در ژنو به مدرسه هنر رفت و در ۱۹۲۲ به پاریس رفت و زیر نظر یکی از دستیاران رودن کار کرد. در همان‌جا بود که با خوان میرو و ماکس ارنست و پیکاسو و بالتوس آشنا شد و کارهایی در سبک‌های کوبیسم و سوررئالیسم خلق کرد. از اواخر دهه ۱۹۳۰ مجسمه‌هایش را با دست و پا و بدن درازتر از معمول ساخت. در ۱۹۶۲ جایزه اول بینال ونیز را برد و به شهرت جهانی رسید. جاکومتی در ۱۹۶۶ در سوئیس درگذشت.
کارهای او در بسیاری از موزه‌های معتبر جهان نگهداری می‌شود. موزه هنرهای معاصر تهران نیز از کارهای جاکومتی دارد. در فوریه ۲۰۱۰ یکی از مجسمه‌های او به نام مردی که راه می‌رود به مبلغ ۶۵ میلیون پوند (۱۰۴ میلیون دلار) فروخته شد که تا آن زمان گران‌ترین مبلغ در حراج آثار هنری بوده است.

## دوره اولیه زندگی
جاکومتی در بورگونوو سوئیس متولد شد و بزرگ‌ترین فرزند از چهار فرزند جووانی جاکومتی، نقاش مشهور پسا امپرسیونیست، و آنتا جاکومتی استامپا بود. او از نوادگان پناهندگان پروتستانی بود که از دست تفتیش عقاید فرار کردند. او که سابقه هنری داشت، از کودکی به هنر علاقه داشت و مورد تشویق پدر و پدرخوانده‌اش قرار گرفت. آلبرتو در مدرسه هنرهای زیبای ژنو شرکت کرد. برادرانش دیگو (۱۹۰۲–۱۹۸۵) و برونو (۱۹۰۷–۲۰۱۲) نیز هنرمند و معمار شدند. علاوه بر این، پسر عموی او زاکاریا جاکومتی، که بعداً استاد حقوق اساسی و رئیس دانشگاه زوریخ بود، با آنها بزرگ شد و در سن ۱۲ سالگی در سال ۱۹۰۵ یتیم شد.

## پیوندها
- سالواتوره گاراو